# Ischnoceros himalayensis
Ischnoceros himalayensis là một loài tò vò trong họ Ichneumonidae.